# ダムチョ・ドルジ
ダムチョ・ドルジ（Damcho Dorji、1965年6月23日） はブータン王国の政治家。2015年からは外務大臣を務める。

## 出生
1965年6月23日ブータン王国ガサ県にて生まれる。プナカの高校で学び、タシガンのシェルブツェ大学で学士号を取得した。大学卒業後、大学院に進学し、ムンバイの行政法科大学院とワシントンD.C.のジョージタウン大学ローセンターをそれぞれ修了した。

## 来歴
2006年から2007年の間ドルジはブータンの司法長官（検事総長）を務めた。2008年ブータン総選挙でガサ県の小選挙区から国民民主党の立候補者として出馬したドルジは国民議会議員に初めて当選した 。2013年の総選挙で再選を果たし、ツェリン・トブゲ首相より文化大臣の任命を受ける。2015年8月、リンジン・ドルジに変わり、外務大臣の職に就く。